# Servicio a la inglesa
El servicio a la inglesa o servicio de plata es un servicio de mesa que se caracteriza por ser el «cabeza de familia» (puede ser igualmente el jefe de mesa o un camarero elegido para la ocasión) en la propia mesa el que sirve las raciones a los comensales en los diferentes platos. Emplea su propia cubertería para hacer el trinchado y distribución de la comida en los platos y lo hace con la misma cantidad a todos los comensales. El camarero debe servir a cada uno de los comensales sentados siempre por la izquierda del comensal.
Es una modalidad que requiere un entrenamiento y una destreza importante, sobre todo con fuentes demasiado grandes o soperas que generalmente pesan demasiado para sujetar con la mano izquierda.
Aunque se haya servido desde mesa auxiliar, también es muy aconsejable ponerlo en práctica para ofrecer más cantidad de alimento una vez que se puso el plato al comensal en caso de desear más cantidad.
Este servicio debe hacerse por la izquierda del comensal; no obstante, en mesas donde nos impidan las circunstancias, espacios o elementos, entrar a servir por la izquierda, es lógica la excepción.
Es una técnica que debe practicarse también cuando se ponen alimentos para compartir, pues es preferible dar a cada comensal su ración (en caso de no desmerecer en exceso su presentación) que no ponerlo en el centro de la mesa.

## Características
Este servicio de mesa es adecuado para banquetes y celebraciones debido a lo práctico que resulta distribuir raciones entre muchos comensales y la rapidez del servicio. Se debe servir a todos los comensales la misma cantidad, esto tiene el problema de no dar al cliente la oportunidad de ser servido según sus deseos. El emplatado es funcional y carece de vistosidad.
Presentación del servicio. Este tipo de servicio a la inglesa es parecido al servicio a la francesa, aunque difiere en algunas características:
- Los alimentos se presentan en una fuente o bandeja al comensal, al igual que en el servicio a la francesa.
- En el servicio a la inglesa, es el camarero el que sirve al comensal directamente desde la bandeja hasta el propio plato, utilizando para ello unas pinzas u otros utensilios como cucharas soperas. Recordemos que en el servicio a la francesa, es el propio comensal quien se sirve desde la bandeja que lleva el camarero.
- Los alimentos sólidos y líquidos se sirven por la izquierda, presentándoselos primero al comensal. Por la derecha se retiran los platos usados.
- El servicio a la inglesa es más rápido que el servicio a la francesa, ya que el camarero tiene más pericia a la hora de servir los alimentos. Tiene la ventaja de no crear ninguna molestia al comensal, puesto que es el camarero quien sirve, pero también tiene las desventajas de que el propio comensal tiene que «conformarse» con la ración que el camarero decida, el camarero puede manchar al cliente, se necesita personal cualificado que controle las técnicas de servicio, el camarero tiene que saber racionar los alimentos a servir para hacer una buena repartición, los alimentos se pueden enfriar durante el servicio, ya que el camarero va sirviendo de uno en un, y el coste de este servicio es caro, en cuanto a volumen de personal necesario para llevar a cabo un buen servicio, pero es apropiado para realizarlo en banquetes y eventos